# Казахська енциклопедія
ТОВ «Казахська енциклопедія» (каз. «Қазақ енциклопедіяси» ЖШС) — наукове видавництво, державне Товариство з обмеженою відповідальністю ТОВ, підвідомче Міністерству зв'язку та інформації Казахстану.

## Історія

### Радянський період
Предтечею сучасного видавництва стала «Казахська радянська енциклопедія», створена в 1968 році. 1975 року видавництво увійшло систему Державного комітету у справах видавництв і поліграфії Казахської РСР. Редакція «Казахської радянської енциклопедії» займалася широкопрофільним енциклопедичним книговиданням: випускала регіональні та галузеві енциклопедії, різні довідники і словники (у тому числі термінологічні та двомовні), інші видання.
У 1972—1978 роках видавалася перша 12-томна Казахська радянська енциклопедія казахською мовою, удостоєна Державної премії Казахської РСР. У 1981 роках побачив світ енциклопедичний довідник «Казахська Радянська Соціалістична Республіка» (казахською і Російською мовою), з 1981 по 1991 року видавалася 4-томна коротка енциклопедія (казахською та російською мовами). З 1985 по 1987 роки видавалася тритомна дитяча енциклопедія казахською мовою «Ол кім, бұл не?» (регіональний аналог видання «Що таке? Хто такий?»). За 25 років Головна редакція Казахської радянської енциклопедії випустила 55 окремих томів загальним тиражем близько 3 600 тис. екземплярів. У різний час із видавництвом співпрацювали відомі вчені-академіки: Ахмедсафін, У. М. Ахмедсафін, О. А. Байкониров, С. Б. Байтов, Т. Б. Дарканбаєв, О. А. Жаутиков, А. Х. Маргулан та ін.

### У незалежному Казахстані
Головна редакція Казахської енциклопедії утворена на базі Головної редакції Казахська радянська енциклопедія Казахської радянської енциклопедії в 1993 році. З листопада 2001 - сучасна назва. Спеціалізоване республіканське науково-видавниче підприємство, що здійснює випуск енциклопедій, та довідкової літератури державною, російською та англійською мовами. У фондах енциклопедії систематизовано матеріали про соціально-економічний та суспільно-політичний стан Республіки Казахстан, про її історію та культуру.

## Книги, залиті в Казахську Вікіпедію
- Қазақстан ұлттиқ енциклопедіяси. (Національна енциклопедія Казахстан) — 50 000 статей

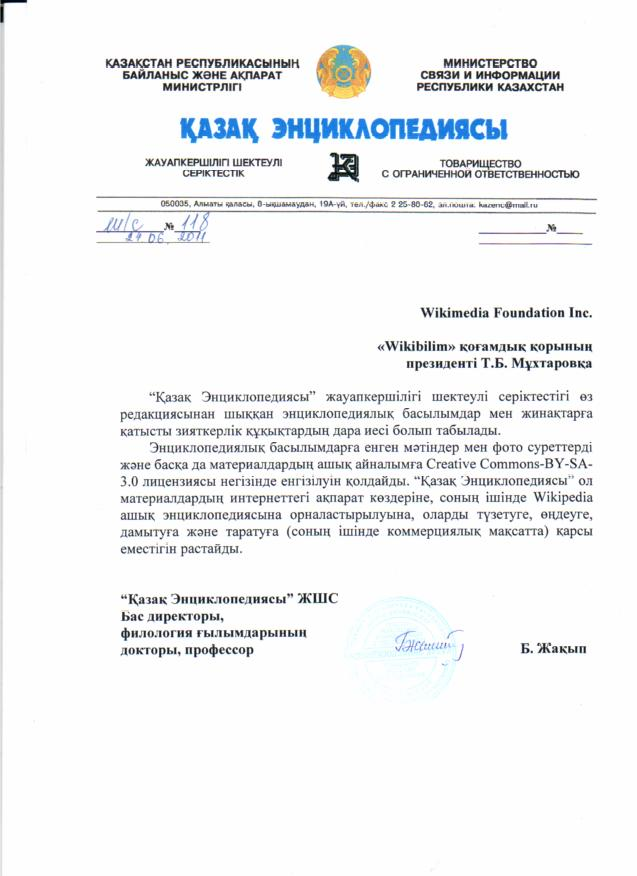
Лист від Казахської Енциклопедії із заявою про публікацію її матеріалів під ліцензією CC-BY-SA

## Про історію областей і міст
- «Алмати енциклопедіяси» (1983, 1996),
- «Чараранди енциклопедіяси» (1990),
- «Ақмола енциклопедіяси» (1995),
- «Тараз енциклопедіяси» (2003),
- «Сир елі енциклопедіяси» (2005),
- «Оңтүстік Қазақстан енциклопедіяси» (2005),
- «Солтүстік Қазақстан облис» (2006),
- «Мағғістау енциклопедіяси» (2008),
- «Ақмола облис енциклопедіяси» (2009)
- Халиқаралиқ Түркістан енциклопедіяси (2001)

## Очільники
- Академік Мухамеджан Каратаєв (1968—1979),
- Академік Манаш Козибаєв (1980—1986),
- Академік Римгалі Нургалі (1986—1997),
- Академік Абдималик Нисанбаєв (1997—2003);
- Професор Буркітбай Аяган (2003—2009)
- Професор Бауиржан Жакип (2009—2015)[3].

## Див також
- Казахська радянська енциклопедія
- Національна енциклопедія Казахстану